# Coenonympha subcaecata
Coenonympha subcaecata är en fjärilsart som beskrevs av Adalbert Seitz 1908. Coenonympha subcaecata ingår i släktet Coenonympha och familjen praktfjärilar. Inga underarter finns listade i Catalogue of Life.